# Роща Хетага
Ро́ща Хе́тага (осет. Хетæджы къох) — роща (островной реликтовый лес) площадью около 13 гектар в Алагирском районе Республики Северная Осетия-Алания, у трассы Владикавказ-Алагир, почитаемая осетинами как святое место.
Ежегодно во второе воскресенье июля на Праздник Хетага (осет. Хетæджы Уастырджи / Хетæджы бон) сюда съезжаются жители со всех районов республики, в 2017 году в празднествах участвовали около 20 тысяч человек. В 2016 году в Роще Хетага приняли присягу члены правительства Северной Осетии, поклявшись не участвовать в коррупционных схемах.